# Герб Ірландії
Герб Ірландії являє собою золоту арфу з срібними струнами на синьому тлі. Арфа довгий час була геральдичним символом Ірландії. У сучасному вигляді герб затверджений 9 листопада 1945.
Арфа визнається символом Ірландії з XIII ст. Вона зображалася на ірландських монетах при королі Джоні та Едварді I. Арфа була прийнята як символ нового Ірландського королівства, створеного Генріхом I Ірландським у 1541 році. Вона з'явилася також на третій чверті королівського герба Об'єднаного Королівства після об'єднання Ірландії, Англії та Шотландії при Джеймсі I Англійському1603 р.
Арфа була вибрана символом незалежної Ірландії. Вона продовжувала залишатися державною емблемою після прийняття конституції. Зображення арфи використовується на монетах, паспортах, офіційних документах держави, а також на печатках президента й уряду.